# Pseudomys chapmani
Pseudomys chapmani är en däggdjursart som beskrevs av Darrell J. Kitchener 1980. Pseudomys chapmani ingår i släktet australmöss och familjen råttdjur. IUCN kategoriserar arten globalt som livskraftig. Inga underarter finns listade i Catalogue of Life.
Denna förekommer i västra Australien. Den lever i klippiga regioner med ett täcke av gräs och med några buskar av släktet Acacia. Individerna bildar familjegrupper och lever i underjordiska bon. Per år föds flera kullar med cirka fyra ungar per kull.